# Japyx bidens
Japyx bidens är en urinsektsart som beskrevs av Cook 1899. Japyx bidens ingår i släktet Japyx och familjen Japygidae. Inga underarter finns listade i Catalogue of Life.